# Ministério das Relações Exteriores (Coreia do Sul)
O Ministério das Relações Exteriores (hangul: 외교부; hanja: 外交部; rr: Oegyobu; MOFA) é um órgão nacional do governo da Coreia do Sul. Foi criado em 17 de julho de 1948.
Sua sede está localizada no Edifício do MOFA em Jongno-gu, Seul.